# Little Caesars
Little Caesars is een Amerikaanse pizzaketen, en de op twee na grootste van de wereld (na Pizza Hut en Domino's Pizza. Het is de snelst groeiende pizzaketen tot op heden met restaurants in de Verenigde Staten, Azië, het Midden-Oosten, Australië, Canada, Latijns-Amerika en het Caribisch gebied. Het bedrijf werd opgericht in 1959 en is gevestigd in Detroit, Michigan.

## Geschiedenis
De eerste vestiging van Little Caesars werd geopend op 8 mei 1959 in Garden City, Michigan, door Michael en Marian Ilitch. De eerste locatie was in een stripwinkel in Garden City, Michigan, een buitenwijk van Detroit, en kreeg de naam "Little Caesar's Pizza Treat". De oorspronkelijke winkel is in oktober 2018 gesloten.
Het bedrijf staat bekend om zijn slogan: "Pizza! Pizza!" die werd geïntroduceerd in 1979. De zin verwijst naar twee pizza's die voor dezelfde prijs worden aangeboden als voor één pizza van de concurrent. Naast pizza serveerden ze hotdogs, kip, garnalen en vis.
Vanaf 2004 begon de keten met het aanbieden van de "Hot-N-Ready", een grote pepperoni-pizza die voor $5 werd verkocht. Het concept was succesvol genoeg om een permanent onderdeel van de keten te worden, en het businessmodel van Little Caesars is verschoven om zich meer te concentreren op de uitvoering.